# Schlachterladen in Schäftlarn an der Isar
Schlachterladen in Schäftlarn an der Isar ist ein Gemälde des deutschen Malers Lovis Corinth von 1897. Das Bild zeigt eine Szene aus dem Laden eines Schlachthauses in Schäftlarn nahe München. Es befindet sich im Besitz der Kunsthalle Bremen.
Das Bild gehört zu einer Reihe von Genrebildern Corinths zum Thema Schlachthäuser und Fleischerläden, die in seinem Gesamtwerk mehrfach auftauchen. Diese Schlachter- und Fleischbilder Corinths werden von verschiedenen Kunsthistorikern sehr häufig als Verarbeitung von Kindheitserinnerungen als Sohn eines Gerbers interpretiert oder mit den Aktbildern des Künstlers verglichen und in Beziehung gesetzt.

## Bildbeschreibung
Bei dem Bild Schlachterladen in Schäftlarn an der Isar handelt es sich um ein Ölgemälde auf Leinwand. Es ist 69 Zentimeter hoch, 87 Zentimeter breit und am oberen rechten Bildrand mit schwarzer Farbe zweizeilig signiert mit dem Namen des Malers und der Jahreszahl Lovis Corinth 1897.
Das Bild zeigt eine Szene in einem Schlachterladen. Ein lächelnder junger Mann steht in einem Raum mit einer Schale mit Fleischstücken im Vordergrund vor einem Tresen mit einer daran hängenden Fleischwaage. Auf dem Tresen und an der Wand sind mehrere geschlachtete Schweine aufgehängt und auf dem Tresen liegen weitere Fleischteile und Tierköpfe. Den Hintergrund bildet das in Grün- und Brauntönen gehaltene Innere der Schlachterei, das von einem Fenster mit dahinter vorhandenem Blattwerk aus dem Hintergrund beleuchtet wird. Das Bild wird durch zwei Gewölbejoche in zwei gleiche Hälften geteilt. Die an der Wand hängenden Schlachttiere und die Fleischstücke auf dem Tresen und in der Schale des jungen Mannes leuchten, als würden sie von einer weiteren Lichtquelle im Vordergrund angestrahlt.
Die dunkle Farbgebung des Hintergrunds kontrastiert nach der Interpretation von Horst Uhr dabei stark mit der hellen Vielfarbigkeit der Fleischstücke auf dem Tresen und an der Wand, die zudem eine fettige Textur durch den Glanz der Farbe erhalten. Die Zweiteilung des Bildes durch die Gewölbe hält das Bild optisch im Zusammenspiel mit den roten Fleischstücken und dem Gestell im Gleichgewicht. Lucia Klee-Beck betont die „strenge Komposition des Gemäldes“ mit dem zentral platzierten Tisch, der das Blickfeld symmetrisch aufteilt in einen Bereich mit Rückwand, an der ganze Tierkörper hängen, und einem vorderen Bereich der Theke mit vorgeschnittenen Fleischstücken. Die perspektivische Verkürzung wird verstärkt durch die Staffelung der Stücke nach ihrer von rechts nach links abnehmenden Größe zum Fenster hin. Hans-Jürgen Imiela beschrieb das Bild als Blick in einen niedrig gewölbten Raum, in dem die ausgeweideten Tiere sowie die Rumpfteile auf dem Tresen bis in den vorderen Bildbereich reichen, wo der dort stehende und heraussehende Junge einen Trog mit Fleischstücken hält. Er unterstreicht vor allem die Beleuchtung durch das im Hintergrund liegende Fenster, die einen deutlichen und das Bild besonders betonenden Gegenlichteffekt zur Folge hat.

## Entstehung und Einordnung in das Werk Corinths

### Zeitliche Einordnung
Lovis Corinth malte das Bild Schlachterladen in Schäftlarn an der Isar 1897 zum Ende seines Studiums in München. Corinth verbrachte, nachdem er sich in Königsberg und in München in der Malerei ausbilden lassen hatte, zwischen 1884 und 1887 fast drei Jahre an der Académie Julian in Paris, wo er vor allem durch die neoklassizistischen Werke von Jean-Auguste-Dominique Ingres sowie durch den Impressionismus und Pointillismus der zeitgenössischen französischen Kunst beeinflusst wurde. Seine Lehrer während dieser Zeit waren William Adolphe Bouguereau und Joseph Nicolas Robert-Fleury. Während seiner Zeit in Paris nahm Corinth aktiv an der Kunstszene teil; er besuchte den Salon de Paris, die Pariser Galerien und auch die Museen wie das Louvre. 1887 kehrte Corinth nach München zurück, inspiriert von dem im Kunstsalon Georges Petit ausgestellten Werk Die Wilderer von Wilhelm Leibl.

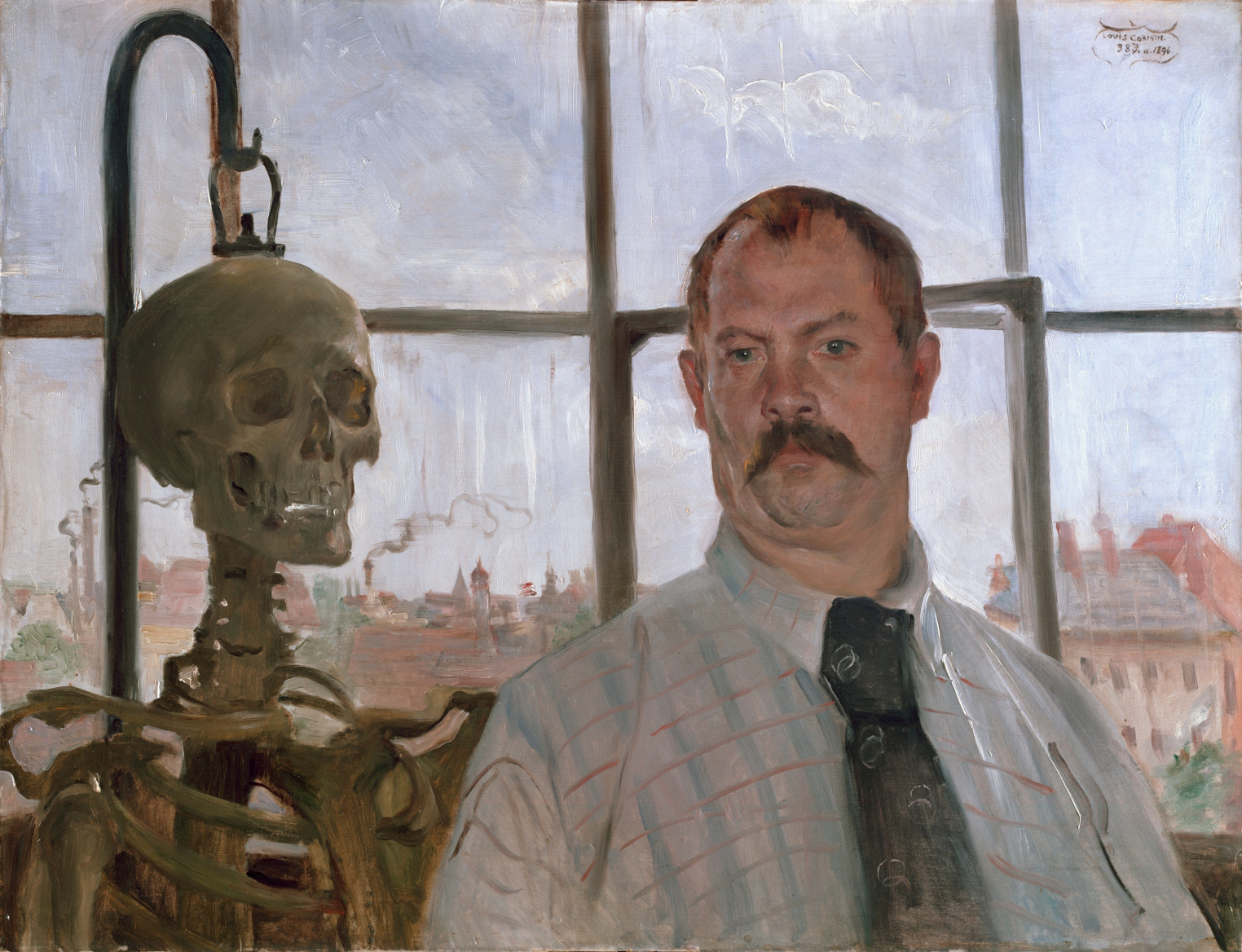
Selbstporträt mit Skelett, 1896

Im Jahr 1896 entstand in München mit dem Selbstporträt mit Skelett eines der bekanntesten Werke Corinths und mit weiteren Bildern aus dieser Zeit etablierte sich Corinth sowohl in der lokalen Kunstszene in München wie auch national.
Einen Fokus setzte Corinth zu dieser Zeit auf Aktszenen in historischen Kontexten. So entstanden im gleichen Jahr wie der Schlachterladen in Schäftlarn an der Isar auch Bilder wie Die Versuchung des heiligen Antonius, Susanna und die beiden Alten sowie Die Hexen, daneben auch Porträts wie das Porträt des Malers Otto Eckmann.

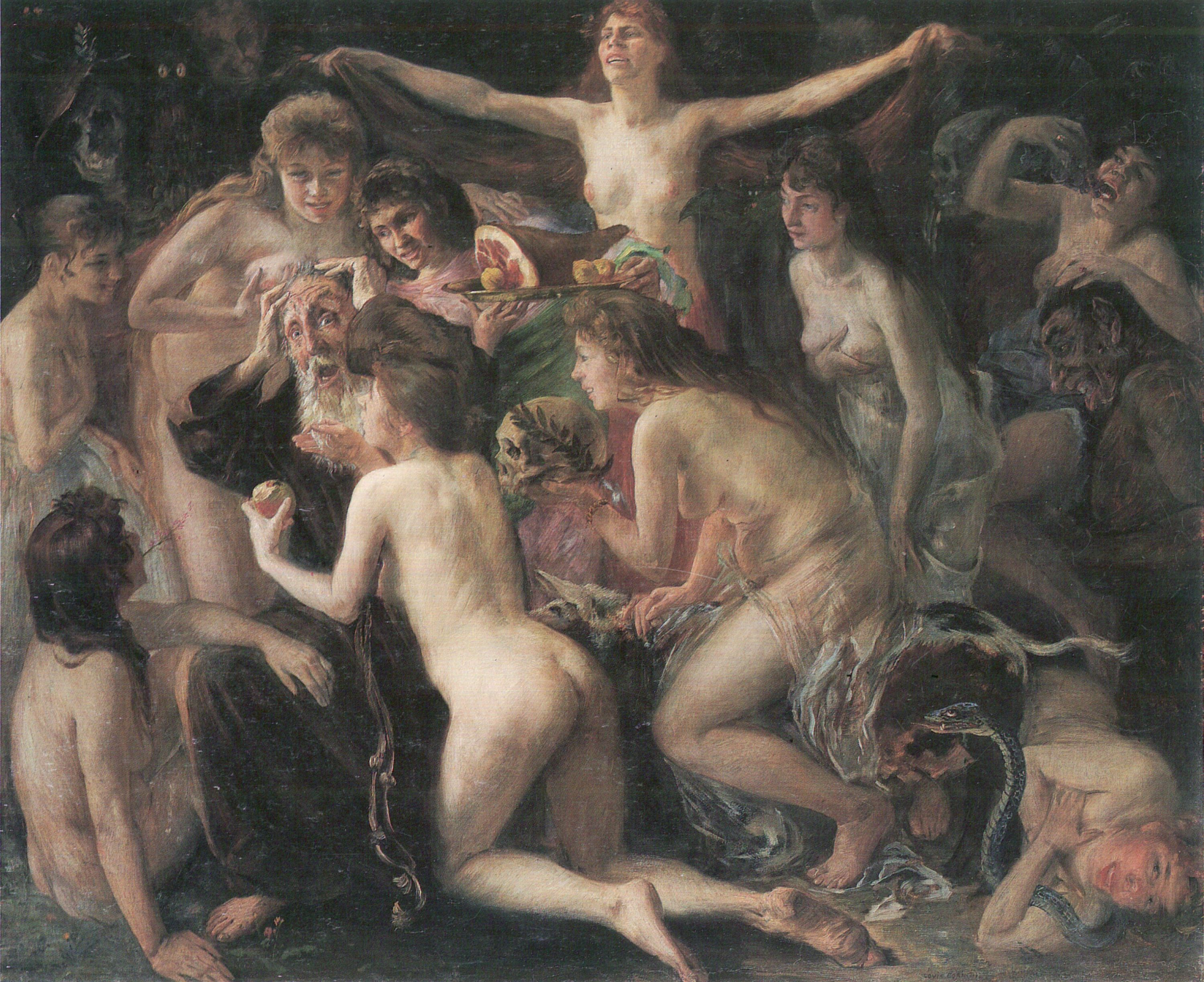
Die Versuchung des heiligen Antonius, 1897
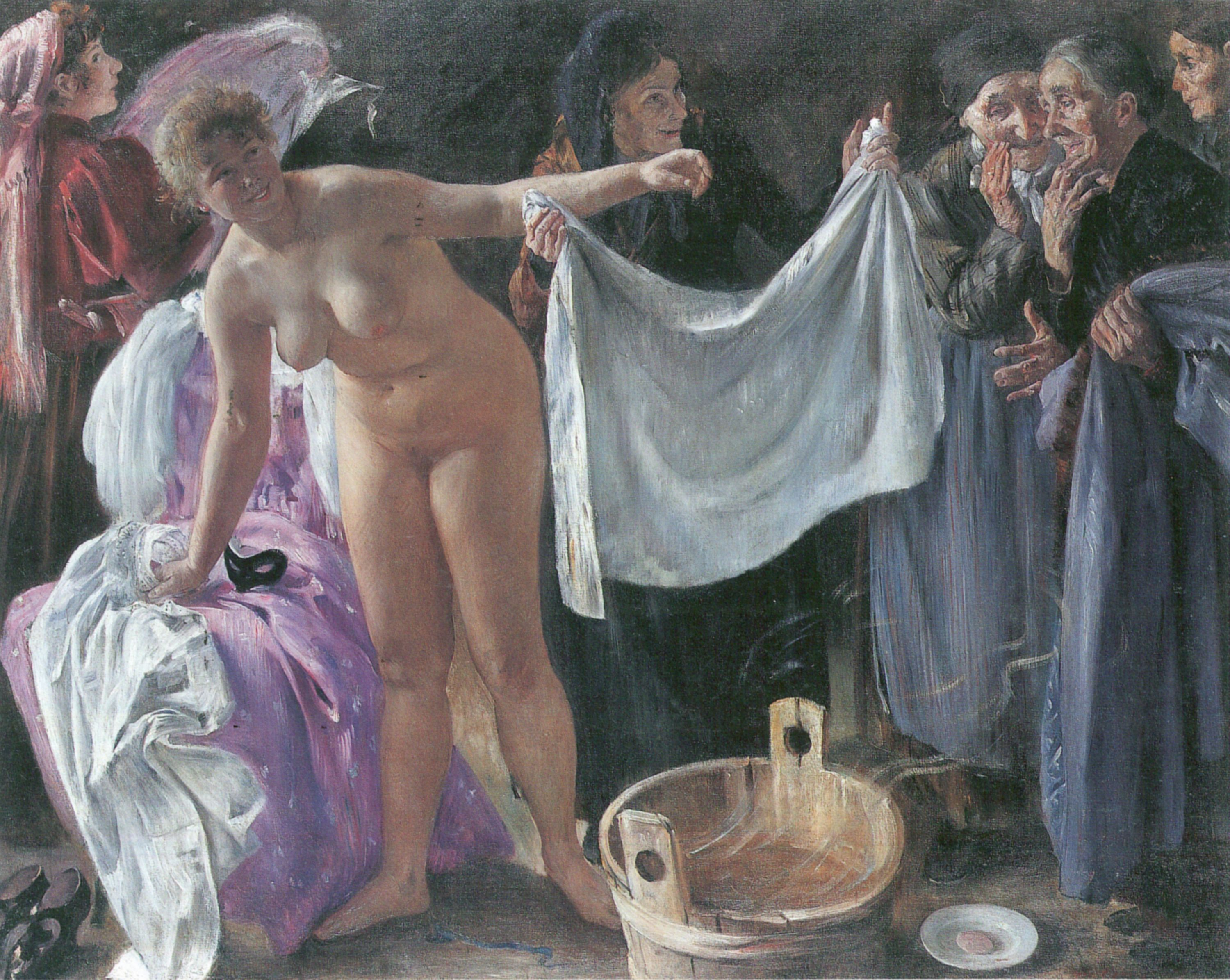
Die Hexen, 1897
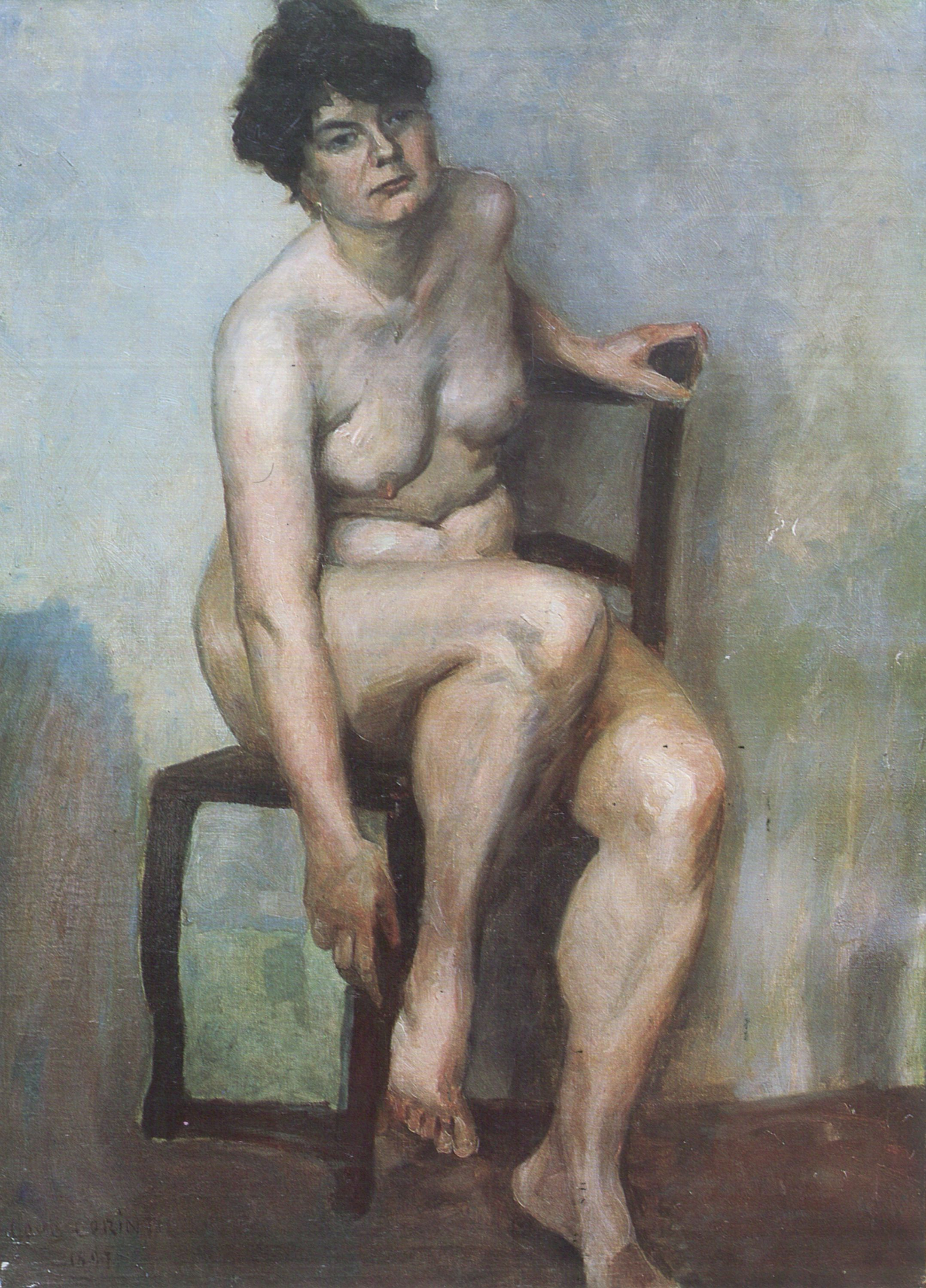
Frauenakt, 1897

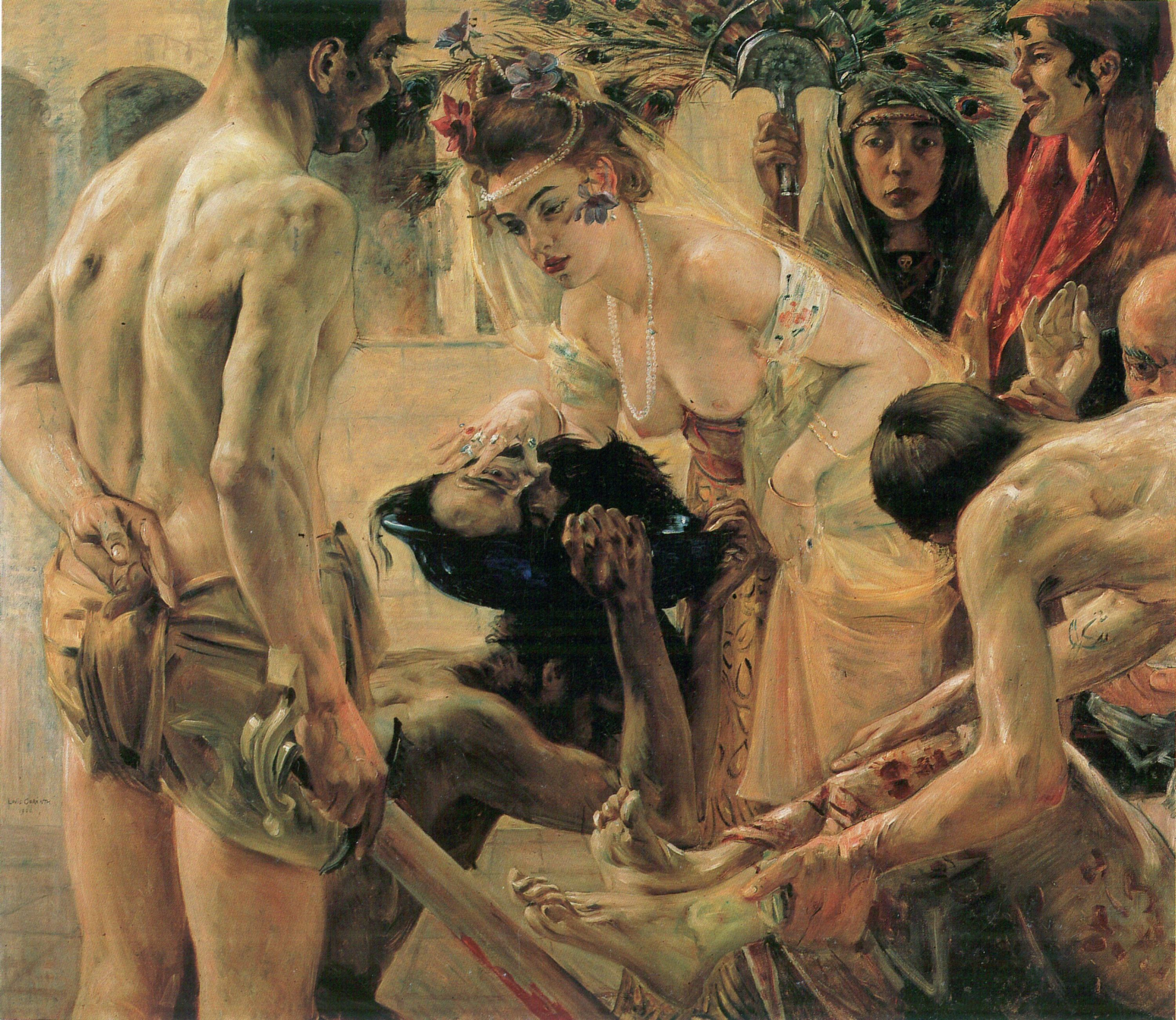
Salome, 2. Fassung, 1900

Seinen größten Erfolg dieser Zeit erreichte Corinth mit seiner 1900 gemalten Salome, einem Aktgemälde in einer historischen Szenerie, das auf die literarische Vorlage von Oscar Wilde aufbaut und das Salome, Tochter der Herodias, mit dem abgeschlagenen Kopf Johannes des Täufers zeigt. Da dieses Bild nicht in der Münchener Secession ausgestellt werden sollte, gab Corinth es an Walter Leistikow in Berlin, der das Bild für die Ausstellung der Berliner Secession annahm. Aufgrund des großen Erfolges des Bildes wechselte Corinth kurz darauf seinen Wohnsitz und zog nach Berlin.

### Inhaltliche Einordnung – Fleisch
Der Schlachterladen in Schäftlarn an der Isar gehört zu den bekanntesten Genrebildern Corinths, die das Thema des Schlachtens aufgreifen. Insgesamt benutzte er dieses Thema in 14 Gemälden, darüber hinaus in zahlreichen Skizzen und Grafiken wie etwa in Geschlachtetes Schwein von 1906, das sich im Museum of Modern Art in New York City befindet.
Die Darstellung, das Sujet, von Schlachthausszenen und Fleischdarstellungen reicht zurück bis in die Anfänge der Malerei, die etwa durch Jagdszenen in Höhlenmalereien gekennzeichnet sind. Die frühesten überlieferten Darstellungen von Haustierschlachtungen stammen aus dem Alten Ägypten, beispielsweise in Form von Reliefdarstellungen in der Mastaba des Ti, die auf etwa 2400 v. Chr. während der 5. Dynastie des Alten Reiches datiert wird. Auch in späteren Kulturen wurde das Thema regelmäßig aufgegriffen, etwa in der Griechischen Vasenmalerei oder in Reliefs des Römischen Reichs bis in die Moderne. In der Malerei des Barock und Rokoko wurde das Thema vor allem in der italienischen und niederländischen Kunst bereits lang vor Corinth aufgegriffen und dargestellt. So malten etwa der niederländische Maler Pieter Aertsen und der italienische Künstler Annibale Carracci im 16. Jahrhundert mehrere Bilder, auf denen in einem Fleischerladen Fleischstücke und Tierhälften dargeboten werden. Auch Rembrandt van Rijn griff das Thema auf und malte unter anderen das bekannte Bild Geschlachteter Ochse von 1655, das im Louvre in Paris zu sehen ist. Dieses Bild inspirierte auch Corinth, dem es von seinem Aufenthalt in Paris bekannt war und der sich damit in Rembrandts kunsthistorische Traditionslinie einreihte. Auch Corinths Zeitgenossen griffen das Thema auf, darunter der Franzose François Bonvin mit seinem Das Schwein (Hof des Schlachters) (1874), Max Liebermann mit seinem Schlächterladen in Dordrecht (1877) und Max Slevogt mit Geschlachtetes Schwein (1906).

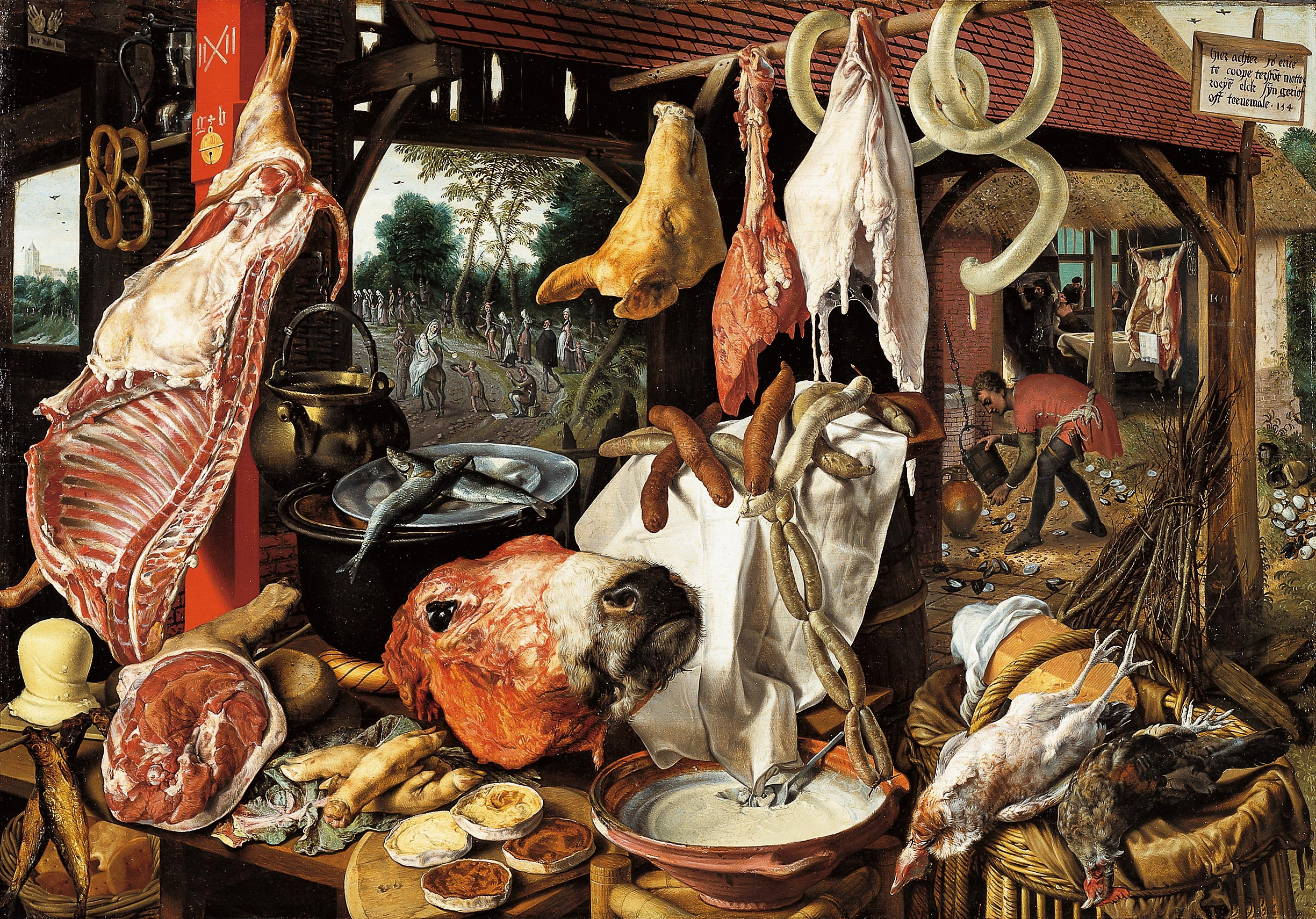
Pieter Aertsen: Metzgerladen mit Flucht nach Ägypten, 1551
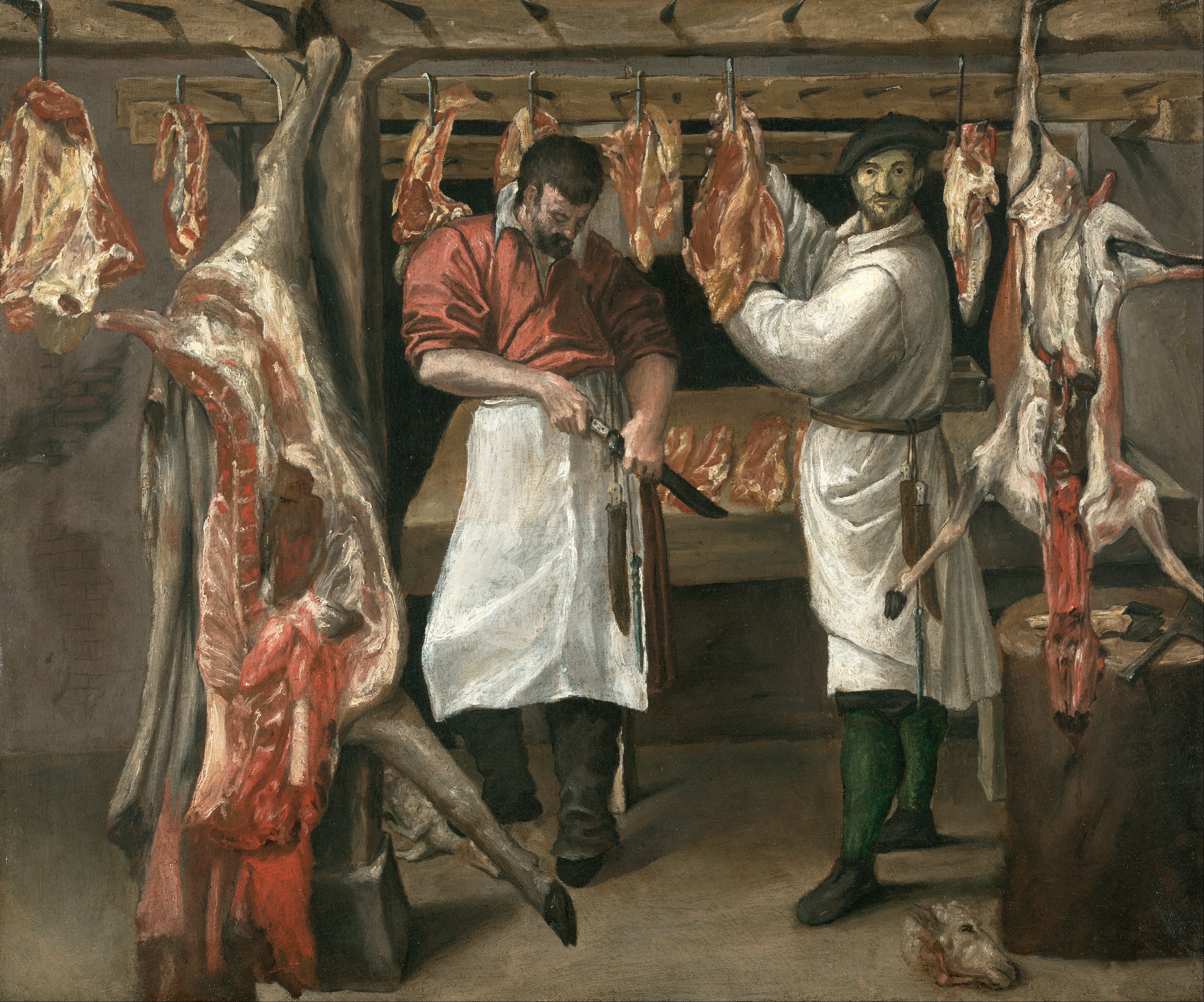
Annibale Carracci: Fleischerladen, etwa 1580
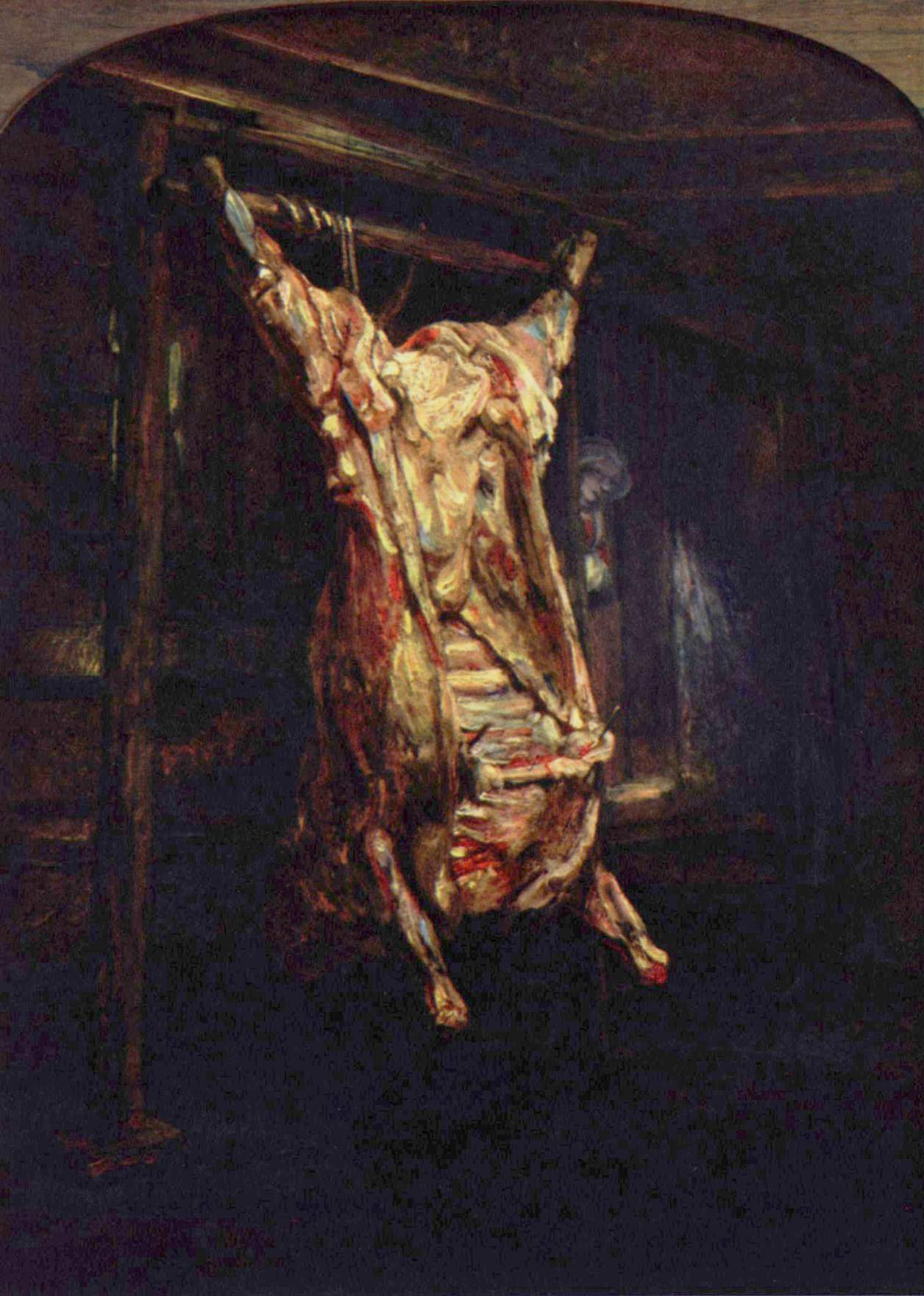
Rembrandt van Rijn: Geschlachteter Ochse, 1655
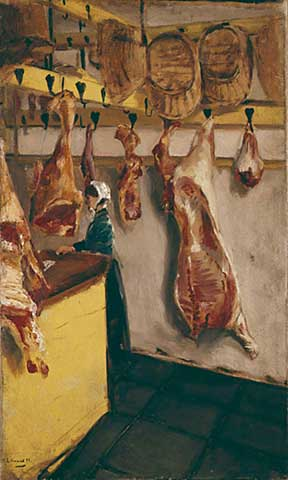
Max Liebermann: Schlächterladen in Dordrecht, 1877

Corinth setzte sich aufgrund seiner Kindheit jedoch deutlich intensiver und länger mit dem Fleischerhandwerk auseinander. Nach Gert von der Osten brachte Corinth seine Viehstücke und Metzgerszenen vor 1890 zur Vollendung. Bereits 1892 malte er mit den drei Bildern Schlachterei, Kühe im Stall und einer ersten Version des Geschlachteter Ochse eine erste Serie von Schlachthausszenen.

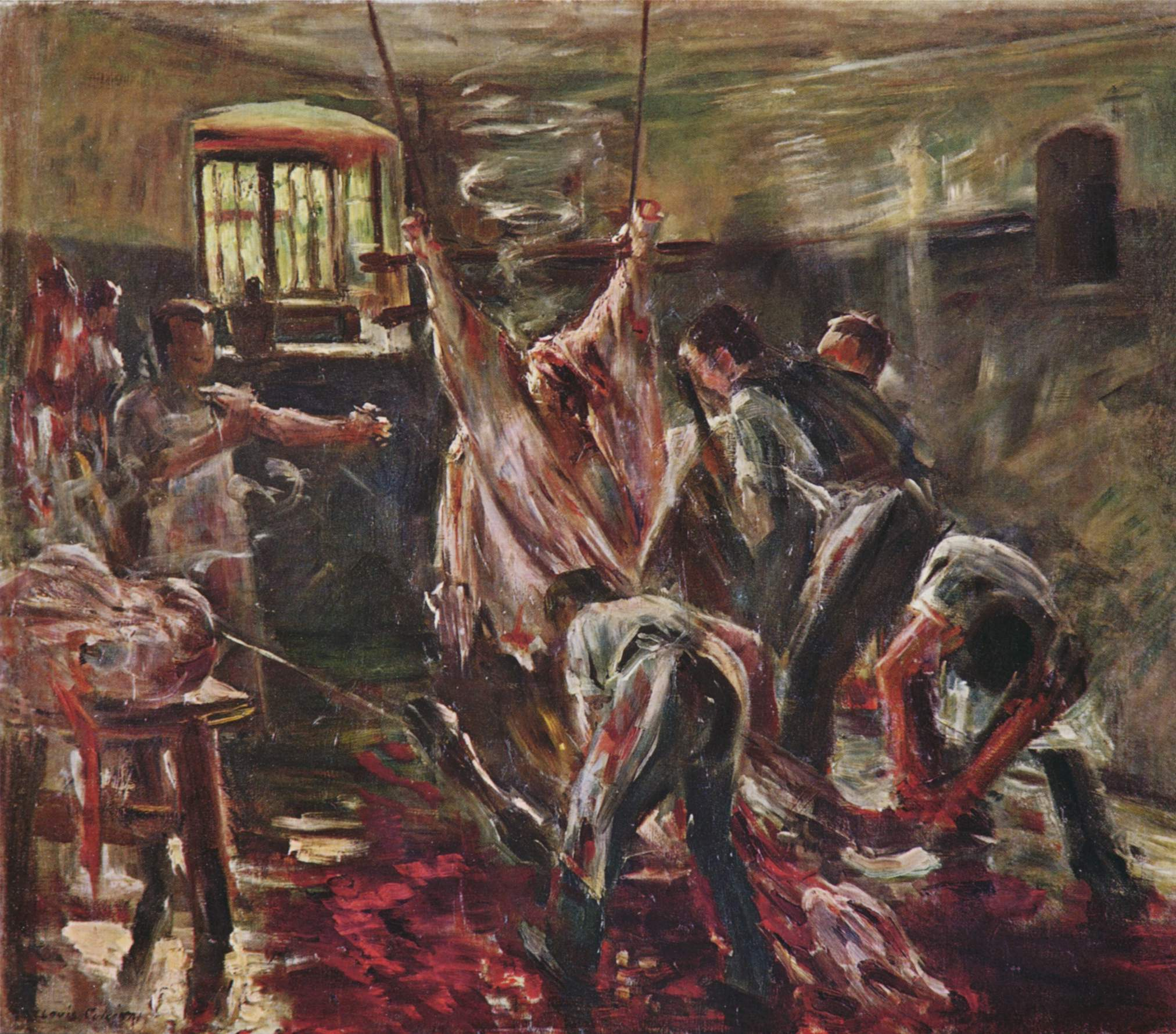
Im Schlachthaus, 1893

1893 folgte mit Im Schlachthaus sein erstes bekannteres Gemälde, das ebenso wie das im gleichen Jahr gemalte Schlachthausszene eine Tierschlachtung in einem düster beleuchteten Kellerraum darstellt. Auf diesem weiden fünf Metzger ein geschlachtetes Tier aus und häuten es. Vier der Personen arbeiten mit Werkzeugen am Tierkörper, während einer der Männer hinter einer mit Innereien gefüllten Schüssel steht und seine Ärmel hochkrempelt. Dieses Bild „gibt in gekonnter Manier die Stimmung beim Enthäuten eines geschlachteten Ochsen wieder“. Nach Andrea Bärnreuther „zelebriert [das Bild] das Drama des Antagonismus von Fleisch und Tod“. Nach ihrer Betrachtung findet hier ein „Kampf an zwei Fronten“ statt, die sich zum einen durch die Gruppe der Metzgergesellen an dem Tier, die sich von vorne rechts in das Bild und das Tier vorarbeiten, und zum anderen durch den Fleischhauer hinten links hinter dem Tier ergeben. Sie beschreibt dabei die gegenläufigen Bewegungen dieser beiden Szenen, die sich im Licht ergeben. Das Licht, einfallend durch ein Fenster im Hintergrund, strahlt nach ihrer Darstellung „vom entweichenden Leben“ selbst aus und „vereint Opfer und Täter in einer gemeinsamen Handlung“. Der Tierkörper bildet das Zentrum des Bildes und der Handlung, und durch die blutigen, „glitschigen“, Lachen auf dem Boden der Schlachterei entsteht eine „schwüle Atmosphäre, die weit mehr als den Augensinn anspricht“. Friedrich Gross beschreibt den Raum als „höhlenartigen Kellerraum“, in dem „das durch das Laub gebrochene, hellgrüne Licht des vergitterten Fensters“ das „Gefängnisartige der Szene“ betont, während die wilden, formvernichtenden Pinselhiebe die Gewalttätigkeit des Schlachtens hervorheben und sich die weißen und roten Pinselzüge unterschiedslos über den Kadaver und die Schlächter, über das Fleisch und die Haut sowie sogar über die Wände ausbreiten. Till Schoofs betonte den Unterschied dieses Bildes zu anderen Bildern der Zeit: „Der energische breite Pinselduktus und der skizzenhafte Charakter des Bildes unterscheiden sich von Corinths zeitgleichen akademischen Bildern und müssen in einem beinahe fieberhaften Bewegungsablauf entstanden sein.“ Das 1896 gemalte Geschlachtete Kälber zeigt wiederum nur die aufgehängten Kadaver geschlachteter Tiere im Schlachthaus.
Der Schlachterladen in Schäftlarn an der Isar greift die Schlachterszene auf eine andere Weise auf und zeigt „die typische Stimmung in einem Metzgerladen der Jahrhundertwende“. Alfred Rohde bezeichnete das Bild 1941 als Glanzleistung in der Fortsetzung des Themas der Schlachthäuser. und nach Georg Biermann wird es 1913 als „malerisch ungemein feines, koloristisch in feinen weiß-roten Tönen stark vertieftes Bild“ beschrieben. Hier steht allerdings nicht das Schlachten und Zerteilen selbst im Vordergrund, stattdessen wird ein freundlich wirkender Schlachtergeselle vor die geschlachteten Tiere gestellt, der dem Betrachter das frische Fleisch anbietet. Nach Lucia Klee-Beck versuchte Corinth in dem Bild zudem „das vorindustrielle Selbstverständnis solcher Einrichtungen und das handwerkliche Selbstbewusstsein ihrer Betreiber subtil“ zu veranschaulichen. Nach Bärnreuther ist in diesem Bild die Erregung der Schlachtung, die 1893 Im Schlachthaus eine zentrale Rolle spielt, „einem beruhigten, am geschlachteten Fleisch sich weidenden Anschauen gewichen“. Horst Uhr sieht das Bild in einer kontrollierteren strukturellen Logik mit weniger aggressivem Charakter, während Zimmermann auf das „rot eingefärbte Lächeln“ des Jungen hinweist. Anders als die Schlächterladen in Dordrecht von Max Liebermann aus dem Jahr 1877 werden die Fleischstücke allerdings weniger steril mit stärkerer Darstellungskraft dargestellt.

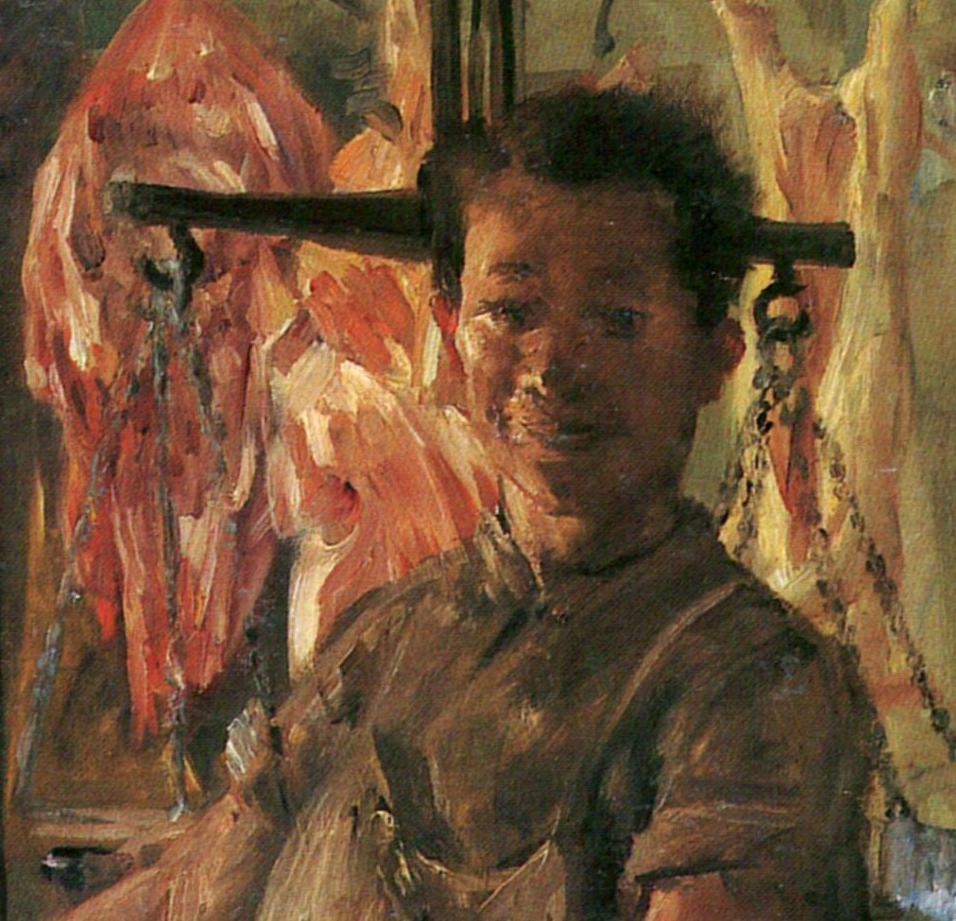
Schlachtergeselle (Bildausschnitt)

Von der Osten beschrieb diesen Schlachtergesellen als „großartigste Fleischerdarstellung“:

„Am großartigsten ist der Geselle im Schlachterladen erfaßt: das triebhafte Gesicht mit den abgesträubten Haaren ist zu schmalem Grinsen verzogen und grell in der Schräge zwischen Schlaglicht und Schatten zerteilt. Eine Dämonengestalt an der Schwelle des Jahrhunderts, das in seinen tiefsten Abgründen auch den Menschen selbst nach seinem bloßen Lebendgewicht abschätzen wird – und doch nur ein Schlachtergesell von bayrisch-ländlicher Art, so selbstverständlich, daß von allem jenen gewiß nur der Maler, und auch der kaum ahnend, etwas auf die Leinwand schreibt.“

Friedrich Gross beschrieb die Szene im Schlachterladen dagegen freundlich mit im Sonnenlicht leuchtender Ware und einem lachenden Schlachterjungen, der eine Schale mit saftigen Fleischstücken gleichsam feilbietend vor sich hält. Wie bereits 1892 kombinierte Corinth das Bild aus dem Schlachthaus mit einem Bild aus den Viehställen, in diesem Fall mit Stallinneres, das ebenfalls 1897 entstand.

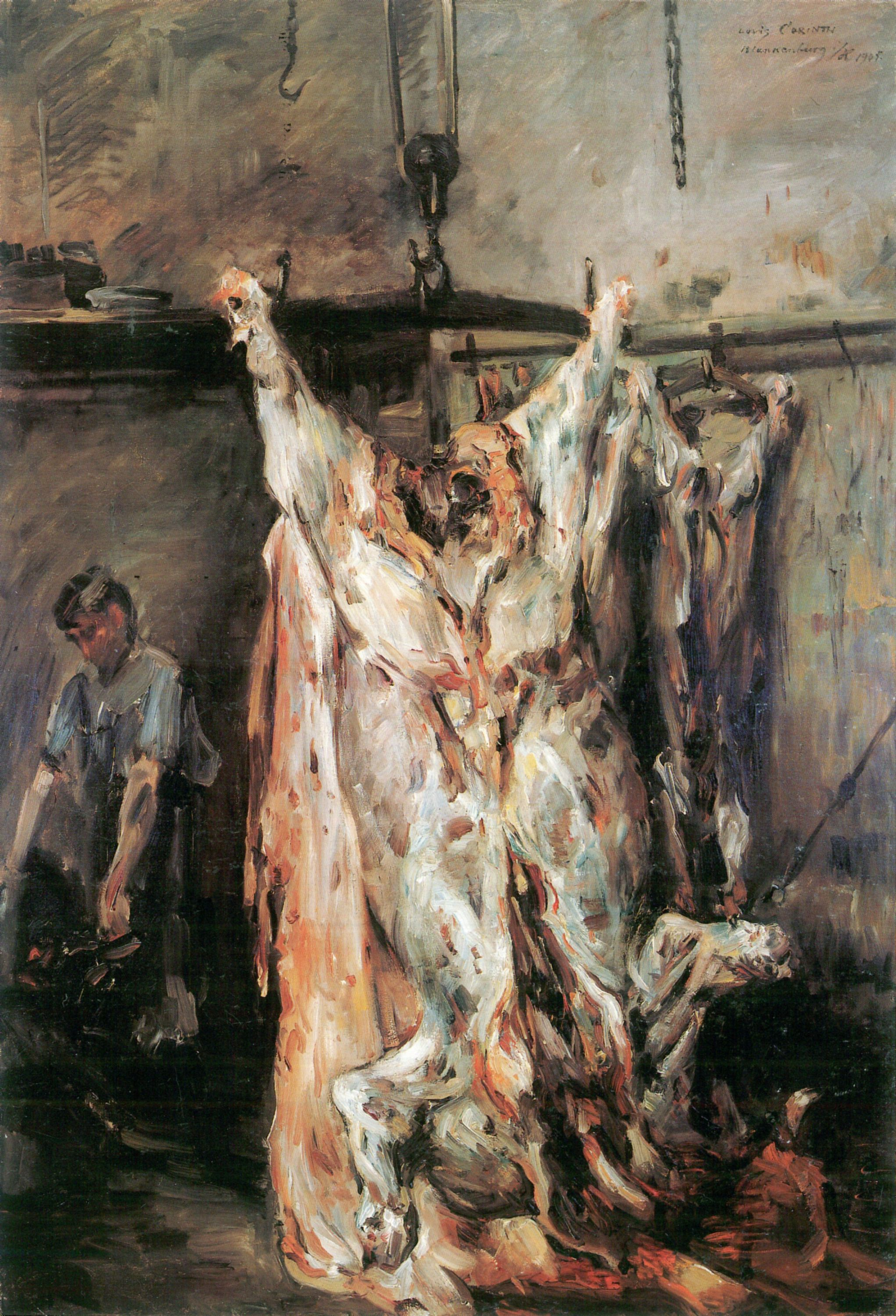
Geschlachteter Ochse, 1905

Auch nach den 1890er Jahren malte Corinth mehrfach Bilder mit Darstellungen aus Schlachtereien oder Fleischteile. 1905 entstand eine weitere und bekanntere Version des Geschlachteter Ochse, die nach Zimmermann das opulenteste Gemälde der Schlachthausbilder darstellt. Wie beim Vorbild Rembrandts ist bildfüllend ein an den Hinterbeinen aufgehängter und ausgeweideter, kopfloser Ochse dargestellt. Diesem wurde das Fell bis zur Hälfte abgezogen, das so das rot leuchtende Fleisch mit dem deutlich weiß und perlmuttfarben dargestellten Fett umrandet. Der Schlachter sowie ein weiterer Körper sind unscheinbar im Hintergrund dargestellt.

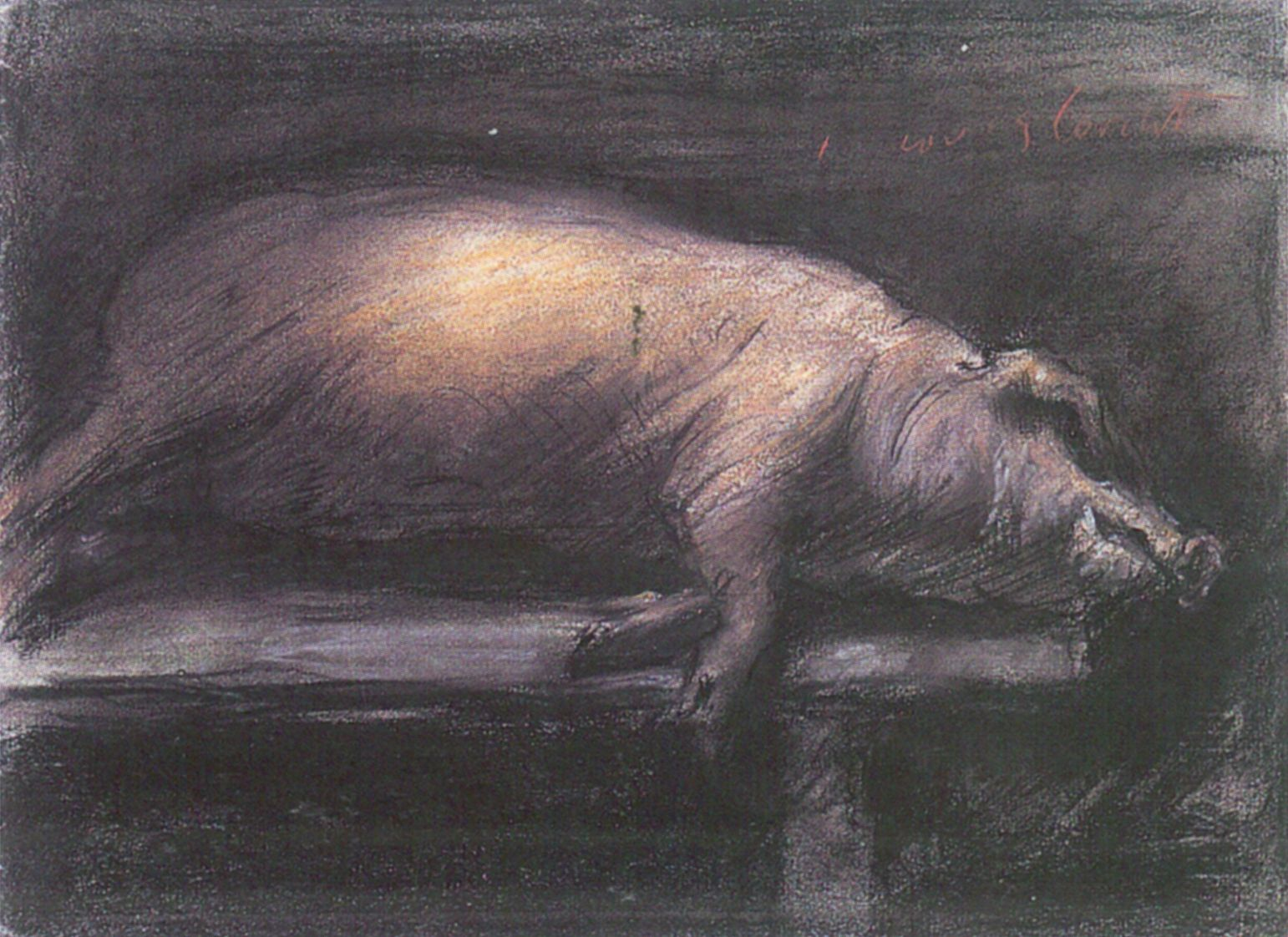
Geschlachtetes Schwein, 1906
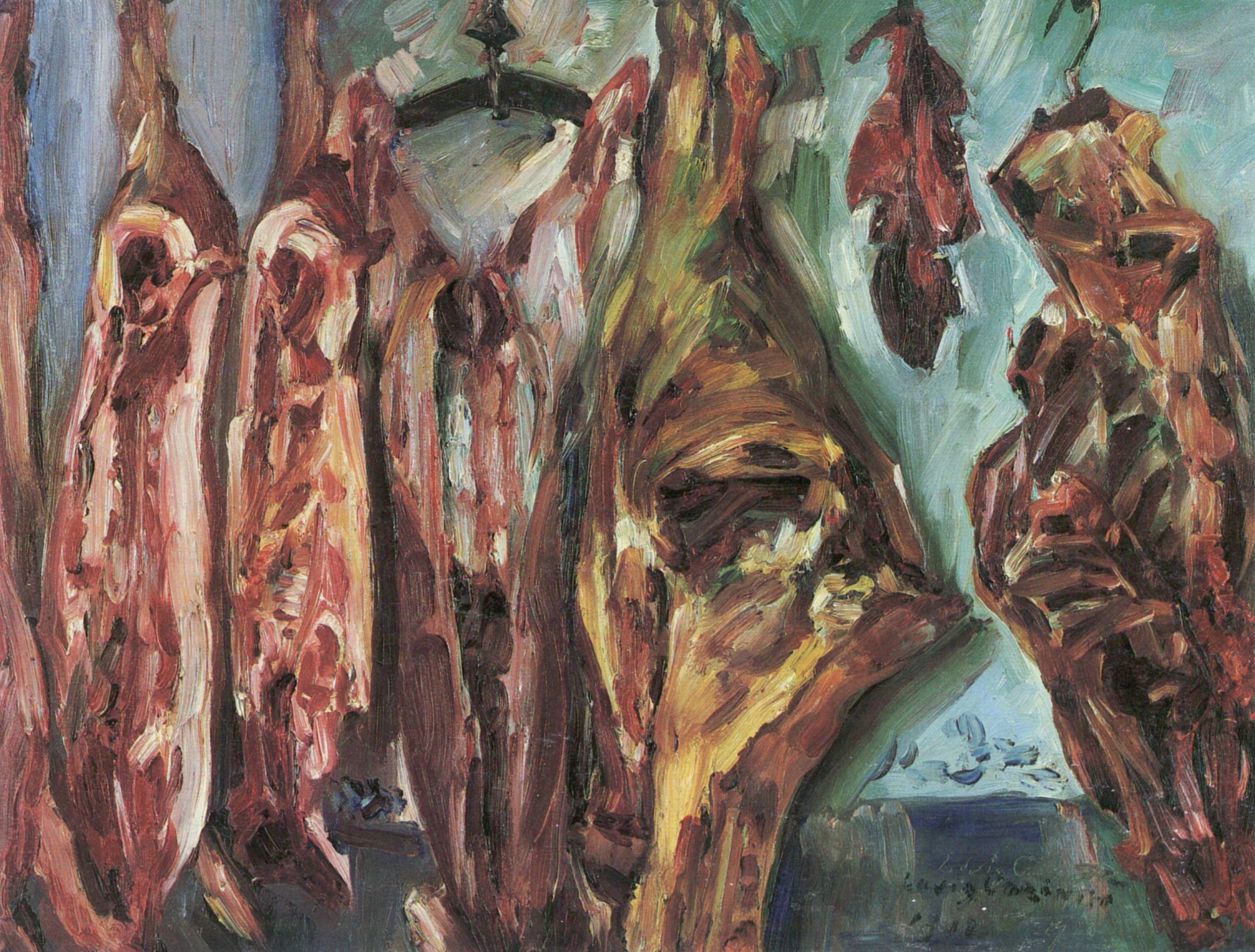
Fleischerladen, 1913

1906 malte Corinth in Fleischerladen mehrere an der Wand aufgehängte Schweinehälften und 1913 stellte er in einem ebenfalls als Fleischerladen benannten Bild die an der Wand hängenden Fleischteile als „amorphe Fleischbrocken“ dar.
Um 1925, dem Todesjahr Corinths, griff der weißrussische Maler Chaim Soutine in Paris das Thema der Schlachthausszenen erneut auf und stellte diese in expressionistischer Weise mit roten und gelben Tieren und blauen „Tötungsapparaturen“ dar. Ein weiterer Künstler, der sich dem Thema widmete, war Norbert Tadeusz, der 1983 einen aufgehängten Rindern malte und in einer Studie zu seinem großformatigen Vorhölle – Abnahme einem geschlachteten Tierkörper die Gestalt einer Frau gab. Auch in seinem Volto Santo haben die aufgehängten Tiere eine menschliche Gestalt.

## Deutung und Rezeption
Die Deutungen für den Schlachterladen in Schäftlarn an der Isar beziehen sich auf verschiedene Aspekte, die von mehreren Kritikern auf den gesamten Komplex der Schlachthausbilder Corinths beziehen. Der Schlachterladen in Schäftlarn an der Isar steht dabei in der Regel gemeinsam mit Im Schlachthaus von 1893 und Geschlachteter Ochse von 1905 als zentrales Werk dieses Typs im Mittelpunkt der Betrachtung. Als wesentliche Aspekte der Deutung werden die Verarbeitung von Kindheitserinnerungen, die Faszination am Akt des Schlachtens selbst sowie die Sinnlichkeit des Fleisches und damit auch die Übertragene „Fleischeslust“ genannt.

### Verarbeitung von Kindheitserinnerungen
Gert von der Osten sieht sie in seinem Buch über Corinth 1955 als Befreiung von den Jugenderinnerungen, „die ihn zugleich fasziniert und bedrängt haben mögen.“ Lovis Corinth hatte als Sohn eines Gerbers bereits in seiner Kindheit mit geschlachteten Tieren zu tun, deren Felle sein Vater verarbeitete. Er schilderte diese Erinnerungen in seinen autobiografischen Schriften in vielfältiger Weise, etwa bei der Beschreibung der „Fleischer, welche ihre frisch abgezogenen Felle verhandeln wollten“ und die zu „bestimmten Seiten ins Haus [kamen]: Kühe und fette Schweine mußten dran glauben“.

„Das Schlachten bei den großen Tieren war anders; das erste Stadium konnte ich nicht sehen – ich versteckte mich. Aber dann später sah ich nicht mehr die Kreatur von früher, und ich ergötzte mich. So mancher würde mich wohl schelten, wenn ich die Augen aus dem Schweinskopf herauspolkte und ähnliche wißbegierige Dinge trieb; dagegen wurde das Rind, wenn es im Speicher aufgehängt hing, stets mit einer gewissen Ehrfurcht und Trauer betrachtet.“

Später, während seines Studiums der Malerei an der Kunstakademie Königsberg, bekam er über einen Schwager, der als Metzger arbeitete, die Gelegenheit, in einem Schlachthof zu zeichnen und zu malen. Er beschrieb dies ausführlich in seinen Autobiografien sowie vor allem in den Legenden aus dem Künstlerleben, in denen er sich selbst in der Gestalt des Malers Heinrich darstellte. Vor allem in diesem Werk beschrieb Corinth ausführlich die Szenerie des Schlachthauses und die Schlachtung eines Ochsen, bei der „Heinrich“ anwesend war und wo er diese malen konnte:

„Weißer Dampf rauchte aus den aufgebrochenen Leibern der Tiere. Eingeweide, rote, violette und perlmuttfarbige, hingen an eisernen Pfeilern. Das wollte Heinrich alles malen. Manches Mal wurde er unsanft beiseite gestoßen, wenn Karren, mit Unrat und blutgetränkten Fellen beladen, hart an ihm vorbeigeschoben wurden. Er achtete dessen nicht; die knackenden Schläge der Beile, das Stürzen der Tiere hörte er nicht im Eifer der Arbeit.“

Jill Lloyd betrachtete 1996 die Verarbeitung dieser Kindheitserinnerungen sowie die Themenwahl der Schlachthausbilder und anderer Motive als mögliche Verarbeitung eines Kindheitstraumas und vergleicht Corinth damit mit Edvard Munch. Nach ihrer Ansicht sind die Schlachthausszenen „beseelt von einer außergewöhnlichen Dramatik und Energie, so als stimulierten der Geruch und der Anblick des Blutes, das an den von der Decke hängenden, riesigen Kadavern hinabströmt, eine urwüchsige und beinahe sexuelle Erregung“ und werden besonders durch die Intensität der Kindheitserinnerungen belebt.
Michael F. Zimmermann betrachtet die Schilderungen Corinths dagegen als „autobiographischen Mythos“, eben als „Legende“, in dem der Autor Corinth dem Leser sein Leben ganz nahe bringt und es zugleich entrückt. Demnach ist „der Gegensatz von Metzgerei und Atelier, bluttriefendem Fleisch und sinnlicher Haut“ die Darstellung der Pole, zwischen denen Corinth in seinem Werk seine Bilderzählung ausspannt und dabei die Dargestellten nah an die Bildfläche rückt und so durch ihre drastische körperliche Präsenz dem Betrachter keinen Raum für eine distanzierte Betrachtung gibt. Auch Frédéric Bussmann betont in seiner Beschreibung des Geschlachteter Ochse, dass Corinth es „zwar Erinnerungen an seine Kindheit und Jugend gewesen sein [mögen], die ihn an diesem Thema reizten“, er aber „nicht traumatisierende Erinnerungen malerisch auf[arbeitete]“, sondern vielmehr „dem Reiz des Fleisches“ erlegen war. Dies reflektiert Schoofs auch auf die Darstellung in den Legenden aus dem Künstlerleben.

### Der Akt des Schlachtens und die Lust am Fleisch
Imiela betrachtete das Bild Schlachterladen in Schäftlarn an der Isar als Auslotung von Grenzposition. Durch die Gegenlichtdarstellung des Raumes wird nach seiner Betrachtung die „tierische und menschliche Existenz“ „in erschreckender Weise“ verwandelt und der Junge und die an den Wänden hängenden Fleischteile „erhalten die gleiche Dingqualität“. Nach seiner Ansicht hat Corinth niemals wieder „eine solche Grenzverwischung vorgenommen“. Er stellt zudem zur Diskussion, ob die hinter dem Jungen im Hintergrund hängende Waage auf diesen Balanceakt anspielt und damit das Bild mit einem Todesverweise, einem Vanitas-Motiv ausstattet, wie er sehr deutlich in Corinths Selbstporträt mit Skelett vorhanden war. Der Vanitas-Gedanke kontrastiert laut Lucia Blee-Beck mit der durch die komplementären roten und grünen Farbtönen hervorgerufenen gelösten Stimmung.
Nach von der Osten war „das Töten und vernichtet sein“ sowie das „fahlweiße Fett und das gestorbene Lebensrot der aufgebrochenen Tiere“ für Corinth zu dieser Zeit „vor allem ein Fest“. Friedrich Gross bezieht diese Faszination am Thema des Schlachtens auf die „grundsätzliche zerstörerische Aneignung durch den Menschen“ und einer „raubtierhaften Lust und dem Grauen vor der Zerstückelung des Lebendigen“. Der Kunsthistoriker Julius Meier-Graefe ging einen Schritt weiter und übertrug im Vorwort zum Ausstellungskatalog der Berliner Secession von 1918 den Akt des Schlachtens direkt auf die Malerei Corinths:

„Manchmal und gerade in Berlin spürte er vor der Staffelei ein irdisches Vergnügen wie der Schlächter vor dem Vieh… Das Menschliche in der Kunst. Er schlachtete, während er malte.“

Diese Faszination für den Akt des Schlachtens und der Lust an der Darstellung des Fleisches wird auch von weiteren Kunsthistorikern beschrieben. Im Fall des Geschlachteter Ochse schrieb Bussmann von der „Ausarbeitung des sinnlichen Fleisches“ und beschreibt weiter: „Mit schwungvollen Strichen malt Corinth den Kadaver, umkreist die Fleischmassen und streichelt sie fast zärtlich mit seinem Pinsel.“

### Sinnlichkeit der Schlachthausszenen und Beziehung zu den Aktgemälden

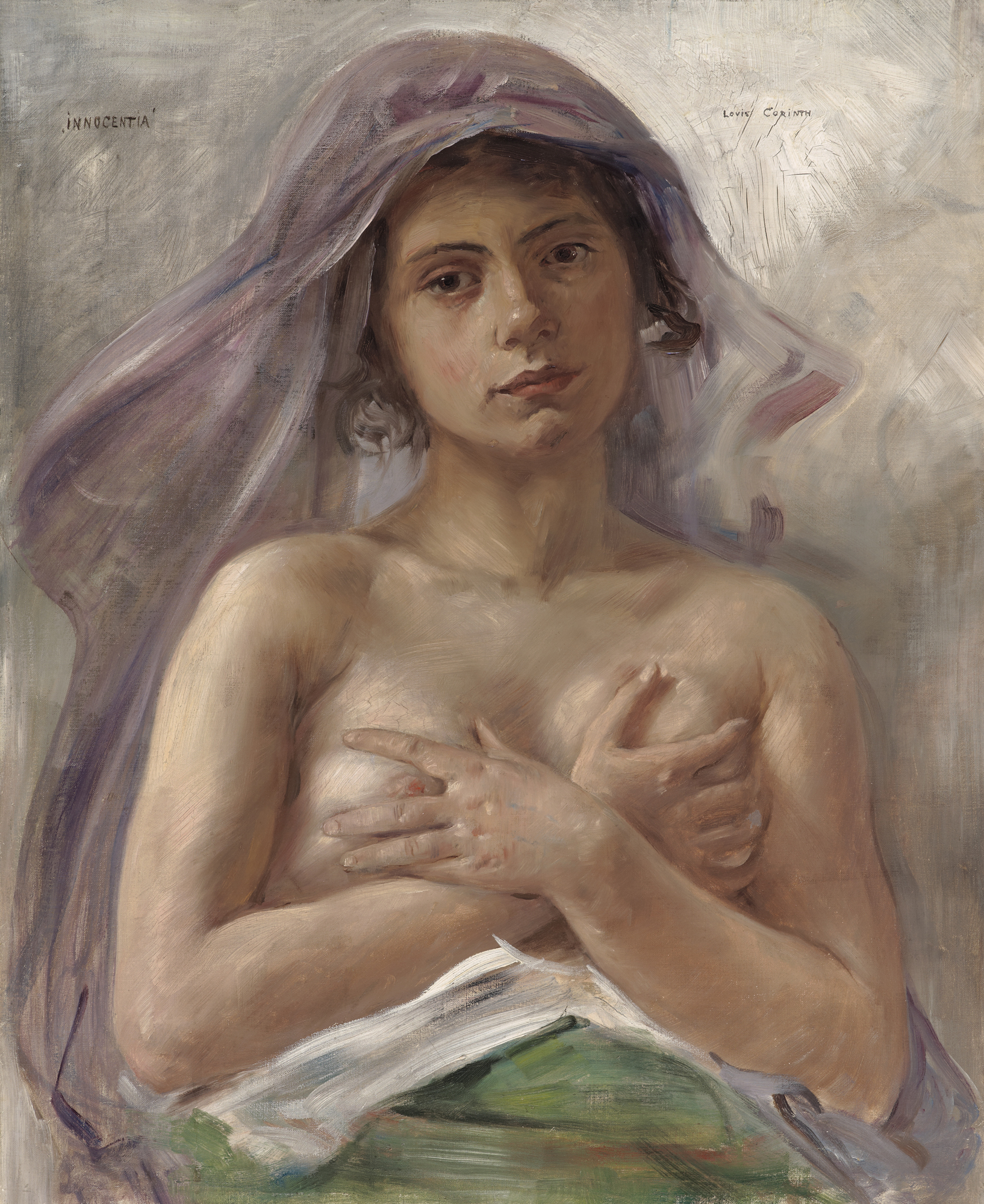
Innocentia, 1890

Nach Gross sind die Schlachthausszenen durch eine starke freizügige Sinnlichkeit geprägt, die besonders stark bei der Schlachthausszene von Im Schlachthaus 1893 zu Tage tritt, und mit anderen Werken Corinths, vor allem den Aktbildern und den Historien, in Beziehung zu setzen ist. Der Schlachterladen in Schäftlarn an der Isar ist dagegen weniger dramatisch, nicht jedoch weniger sinnlich dargestellt. Nach seiner Deutung suggeriert das Bild „einfaches Leben, Überfluß, lustvolles Genießen, obwohl auch hier stumpfe Grautöne und dunkle Farben die freizügige Sinnlichkeit einschränken.“
Die überwiegende Mehrheit der Autoren, die das künstlerische Werk Corinths beschreiben, stellt die Schlachter- und Fleischbilder aufgrund dieser Aspekte in einen direkten Zusammenhang mit den Aktbildern, für die Corinth sehr bekannt war und ist. Beiden Gruppen wird eine Sinnlichkeit zugeschrieben, die diese Motive verbindet. Corinth wurde in diesem Aspekt vor allem mit den Barockmalern Peter Paul Rubens und Jacob Jordaens verglichen. Jill Lloyd stellt die toten Tierkörper, die „durch die Virtuosität und Sinnlichkeit von Corinths Farbe gleichsam zum Leben erweckt werden“, in direkte Beziehung zu den Frauen in den Aktgemälden, da beide Motive von Corinth „atmend nah“ und nicht als Stillleben behandelt werden. Sie führt diese „befremdliche und in gewisser Weise morbide Assoziation“ vor allem auf „die magnetische Anziehungskraft, die die Farben und Texturen des Fleisches auf die Augen des Künstlers ausübten“ zurück.

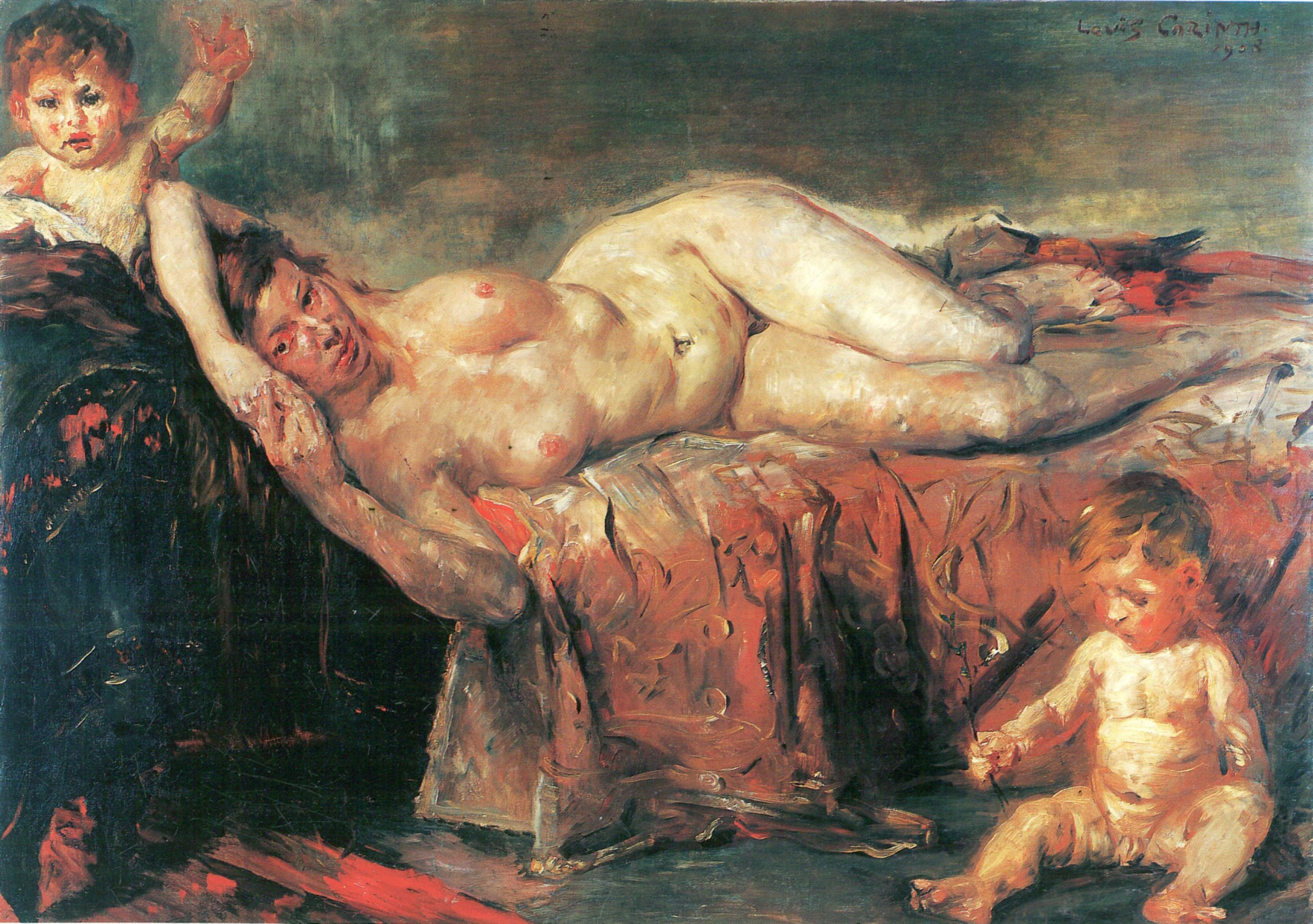
Die Nacktheit, 1908

Nach Zimmermann besteht im Werk Corinths ein deutlicher Zusammenhang zwischen der Darstellung von Schlachthausszenen und dem Interesse an der Darstellung nackter Körper und des Inkarnats, der Hautfarbe der Abgebildeten, mit dem darunter liegenden Fleisch. Er stellt die Darstellungen vor allem in einen Zusammenhang zur Innocentia von 1890 und anderen „Werken, in denen Corinth einen oder mehrere weibliche Akte zusammenführt, von denen sich einige die Brüste halten und so die Weichheit des Fleisches fast tastbar machen.“ Weitere Bilder, die er in diesem Zusammenhang aufzählt sind Die Hexen (1897), Der Harem (1904) und Die Waffen des Mars (1910). Auch Aktbilder außerhalb von Historiendarstellungen werden in Beziehung zu den Schlachtbildern gesetzt, so etwa das 1908 und damit parallel zu Geschlachteter Ochse entstandene Gemälde Die Nacktheit, in dem Corinth seine Frau Charlotte Berend-Corinth gemeinsam mit ihrem zweifach gemalten Sohn Thomas darstellte. Die Farbgebung des Körpers seiner Frau vergleicht Zimmermann direkt mit dem Geschlachteter Ochse: „Die Haut ist immer wieder von Rot wie von überbordener Vitalität durchglüht, die Schwellungen jedoch schillern wie perlmuttern in Weiß. Näher hätte man in der Aktmalerei den Tönen des Ochsen nicht kommen können.“
Für die Behandlung des Sujets Fleisch und die Beziehung zwischen Corinths Fleischdarstellungen und Aktgemälden kommt Zimmermann auf die folgende Schlussfolgerung:

„Mehr als jeder andere Künstler verbindet Corinth seine Sensibilität für die Inkarnate, für das nackte lebende Fleisch ohne Hülle, mit der Faszination für das tote Fleisch. In seiner Malerei begegnet er dem Modell mit einer Erotik, in die sich Gewalt mischt. Malen erscheint als ein stets auch gewaltsamer Akt, als immer auch unstatthaftes Eindringen in die Intimität des Anderen.“

## Ausstellungen und Provenienz

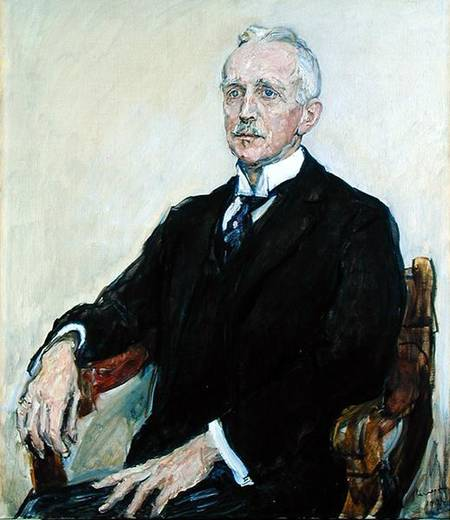
Max Slevogt: Porträt Gustav Pauli, 1924, Hamburger Kunsthalle

Das Bild Schlachterladen in Schäftlarn an der Isar wurde 1897 von Corinth am Ende seiner Studienzeit in München gemalt. Das Bild befand sich in Besitz des Berliner Kunsthändlers und Sammlers Ernst Zaeslein, von dem es 1913 die Kunsthalle Bremen erwarb (Inv. Nr. 347 – 1913/3). Der damalige Direktor Gustav Pauli baute, ebenso wie Hugo von Tschudi in der Nationalgalerie in Berlin, eine Sammlung zeitgenössischer Kunst auf und erwarb Gemälde von Paula Modersohn-Becker sowie von französischen und deutschen Impressionisten. Zu den Anschaffungen zählen Camille im grünen Kleid von Claude Monet, Zacharie Astruc von Édouard Manet und Gemälde von Gustave Courbet, Pierre-Auguste Renoir, Camille Pissarro, Max Liebermann und Max Slevogt. 1911 löste der Ankauf des Mohnfeldes von Van Gogh den Bremer Künstlerstreit unter Malern und Museumsleuten in Deutschland aus. Zu den Anschaffungen gehörten auch einige Bilder von Lovis Corinth.
Schlachterladen in Schäftlarn an der Isar hängt in der Dauerausstellung der Kunsthalle Bremen und wurde darüber hinaus vor allem in der Zeit nach dem Zweiten Weltkrieg in zahlreichen nationalen und internationalen Ausstellungen gezeigt. Nach dem Werkverzeichnis von Charlotte Berend-Corinth war es Bestandteil einer Ausstellung im Landesmuseum Hannover 1950 und im Museum zu Allerheiligen in Schaffhausen 1955. 1958 wurde das Bild anlässlich des 100. Geburtstags von Lovis Corinth in der Nationalgalerie in Berlin, der Kunsthalle Bremen und beim Kunstverein Hannover ausgestellt. 1960 war es in der Neuen Galerie der Stadt Linz zu sehen und 1975 erstmals in den Vereinigten Staaten in der Gallery of Modern Art in New York City. 1975 folgte eine Ausstellung in der Städtischen Galerie im Lenbachhaus in München und 1976 in der Kunsthalle Köln. Im Rahmen der Ausstellung „German Masters of the Nineteenth Century“ zeigte das Metropolitan Museum of Art 1981 das Bild erneut in New York. Weitere Ausstellungen erfolgten 1985/1986 im Museum Folkwang in Essen, 1992 im Kunstforum Wien und 1992/1993 im Niedersächsischen Landesmuseum in Hannover. 2010 war das Bild zudem in der Ausstellung „Augenschmaus – Vom Essen im Stillleben“ im Bank Austria Kunstforum in Wien zu sehen und von 2021 bis 2022 wurde es im Rahmen der Ausstellung „Lovis Corinth – Das Leben ein Fest! / Life, a celebration!“ im Schloss Belvedere in Wien und in der Modernen Galerie des Saarlandmuseums in Saarbrücken gezeigt.

## Belege
1. 1 2 3  
Schlachterladen in Schäftlarn an der Isar, 1897 In: Charlotte Berend-Corinth: Lovis Corinth: Die Gemälde. Neu bearbeitet von Béatrice Hernad. Bruckmann Verlag, München 1992; BC 147, S. 75. ISBN 3-7654-2566-4.
2. 1 2 3 4  
Horst Uhr: Lovis Corinth. University of California Press 1990; S. 107.
3. 1 2  
Andrea Bärnreuther: Schlachterladen in Schäftlarn an der Isar, 1897. In: Peter-Klaus Schuster, Christoph Vitali, Barbara Butts (Hrsg.): Lovis Corinth.  Prestel München 1996; S. 131. ISBN 3-7913-1645-1.
4. 1 2 3 4  Lucia Klee-Beck: Schlachterladen in Schäftlarn an der Isar, 1897. In: Lovis Corinth – Das Leben ein Fest! / Life, a celebration! Verlag der Buchhandlung Walther und Franz König, Köln 2021, ISBN 978-3-96098-967-7; S. 170–171.
5. 1 2 3 4 5  
Hans-Jürgen Imiela: Einführung.. In: Charlotte Berend-Corinth: Lovis Corinth: Die Gemälde. Neu bearbeitet von Béatrice Hernad. Bruckmann Verlag, München 1992, ISBN 3-7654-2566-4, S. 23.
6. 1 2 3  
Zdenek Felix: Der Werdegang eines Außenseiters. In: Zdenek Felix (Hrsg.): Lovis Corinth 1858–1925. Publikation zur Ausstellung im Folkwang Museum Essen (10. November 1985 – 12. Januar 1986) und in der Kunsthalle der Hypno-Kulturstiftung München (24. Januar – 30. März 1986), DuMont Buchverlag, Köln 1985; S. 17–18. ISBN 3-7701-1803-0.
7. ↑  
Barbara Butts: Geschlachtetes Schwein In: Peter-Klaus Schuster, Christoph Vitali, Barbara Butts (Hrsg.): Lovis Corinth.  Prestel München 1996; S. 336–337. ISBN 3-7913-1645-1.
8. ↑  
Kurt Nagel, Benno P. Schlipf: Das Fleischerhandwerk in der bildenden Kunst. Kunstgeschichte des Fleischerhandwerks. Verlag C.F. Rees, Heidenheim 1982; S. 57.
9. ↑  
Kurt Nagel, Benno P. Schlipf: Das Fleischerhandwerk in der bildenden Kunst. Kunstgeschichte des Fleischerhandwerks. Verlag C.F. Rees, Heidenheim 1982; S. 58–59.
10. ↑  
Kurt Nagel, Benno P. Schlipf: Das Fleischerhandwerk in der bildenden Kunst. Kunstgeschichte des Fleischerhandwerks. Verlag C.F. Rees, Heidenheim 1982; S. 59–61.
11. 1 2 3 4  
Frédéric Bussmann: Geschlachteter Ochse, 1905. In: Ulrike Lorenz, Marie-Amélie zu Salm-Salm, Hans-Werner Schmidt: Lovis Corinth und die Geburt der Moderne Katalog anlässlich der Retrospektive zum 150. Geburtstag von Lovis Corinth (1858–1925) in Paris, Leipzig und Regensburg. Kerber Verlag, Bielefeld 2005, ISBN 978-3-86678-177-1; S. 162–163.
12. 1 2 3 4 5 6  
Gert von der Osten: Lovis Corinth. Verlag F. Bruckmann, München 1955; S. 50–51.
13. ↑  
Schlachterei, 1892. In: Charlotte Berend-Corinth: Lovis Corinth: Die Gemälde. Neu bearbeitet von Béatrice Hernad. Bruckmann Verlag, München 1992, ISBN 3-7654-2566-4, BC 87, S. 67. ISBN 3-7654-2566-4.
14. ↑  
Kühe im Stall, 1892. In: Charlotte Berend-Corinth: Lovis Corinth: Die Gemälde. Neu bearbeitet von Béatrice Hernad. Bruckmann Verlag, München 1992, ISBN 3-7654-2566-4, BC 88, S. 67. ISBN 3-7654-2566-4.
15. ↑  
Geschlachteter Ochse, 1892. In: Charlotte Berend-Corinth: Lovis Corinth. Die Gemälde. Neu bearbeitet von Béatrice Hernad. Bruckmann Verlag, München 1992, ISBN 3-7654-2566-4, BC 89, S. 68.
16. ↑  
Im Schlachthaus, 1893. In: Charlotte Berend-Corinth: Lovis Corinth: Die Gemälde. Neu bearbeitet von Béatrice Hernad. Bruckmann Verlag, München 1992, ISBN 3-7654-2566-4, BC 103, S. 69.
17. ↑  
Schlachthausszene, 1893. In: Charlotte Berend-Corinth: Lovis Corinth: Die Gemälde. Neu bearbeitet von Béatrice Hernad. Bruckmann Verlag, München 1992, ISBN 3-7654-2566-4, BC 102, S. 69.
18. 1 2  
Kurt Nagel, Benno P. Schlipf: Das Fleischerhandwerk in der bildenden Kunst. Kunstgeschichte des Fleischerhandwerks. Verlag C.F. Rees, Heidenheim 1982; S. 122–123.
19. 1 2 3 4 5 6  
Friedrich Gross: Die Sinnlichkeit in der Malerei Corinths. In: Zdenek Felix (Hrsg.): Lovis Corinth 1858–1925. Publikation zur Ausstellung im Folkwang Museum Essen (10. November 1985 – 12. Januar 1986) und in der Kunsthalle der Hypno-Kulturstiftung München (24. Januar – 30. März 1986), DuMont Buchverlag, Köln 1985; S. 43. ISBN 3-7701-1803-0.
20. ↑  
Andrea Bärnreuther: Im Schlachthaus, 1893. In: Peter-Klaus Schuster, Christoph Vitali, Barbara Butts (Hrsg.): Lovis Corinth.  Prestel München 1996; S. 130–131. ISBN 3-7913-1645-1.
21. 1 2 3 4 5 6 7 8 9  
Schlachthaus und Akt, Blut und Inkarnat. In: Michael F. Zimmermann: Lovis Corinth. Reihe Beck Wissen bsr 2509. C. H. Beck, München 2008, ISBN 978-3-406-56935-7; S. 41–51.
22. 1 2 3 4 5 6  
Michael F. Zimmermann: Corinth und das Fleisch in der Malerei. In: Ulrike Lorenz, Marie-Amélie zu Salm-Salm, Hans-Werner Schmidt: Lovis Corinth und die Geburt der Moderne Katalog anlässlich der Retrospektive zum 150. Geburtstag von Lovis Corinth (1858–1925) in Paris, Leipzig und Regensburg. Kerber Verlag, Bielefeld 2005, ISBN 978-3-86678-177-1; S. 320–328.
23. ↑  
Till Schoofs: Im Schlachthaus, 1893. In: Ulrike Lorenz, Marie-Amélie zu Salm-Salm, Hans-Werner Schmidt: Lovis Corinth und die Geburt der Moderne Katalog anlässlich der Retrospektive zum 150. Geburtstag von Lovis Corinth (1858–1925) in Paris, Leipzig und Regensburg. Kerber Verlag, Bielefeld 2005, ISBN 978-3-86678-177-1; S. 160–161.
24. ↑  
Geschlachtete Kälber, 1896. In: Charlotte Berend-Corinth: Lovis Corinth: Die Gemälde. Neu bearbeitet von Béatrice Hernad. Bruckmann Verlag, München 1992, ISBN 3-7654-2566-4, BC 128, S. 73.
25. ↑  
Alfred Rohde: Der junge Corinth. Rembrandt-Verlag, Berlin 1941; S. 142.
26. ↑  
Georg Biermann: Lovis Corinth. Künstler-Monographien 107, Verlag von Velhagen und Klasing, Bielefeld und Leipzig 1913; S. 44.
27. 1 2 3 4 5  
Jill Lloyd: Ankündigung der Sterblichkeit In: Peter-Klaus Schuster, Christoph Vitali, Barbara Butts (Hrsg.): Lovis Corinth.  Prestel München 1996; S. 70–71. ISBN 3-7913-1645-1.
28. ↑  
Stallinneres, 1897. In: Charlotte Berend-Corinth: Lovis Corinth: Die Gemälde. Neu bearbeitet von Béatrice Hernad. Bruckmann Verlag, München 1992, ISBN 3-7654-2566-4, BC 146, S. 75.
29. ↑  
Geschlachteter Ochse, 1905. In: Charlotte Berend-Corinth: Lovis Corinth: Die Gemälde. Neu bearbeitet von Béatrice Hernad. Bruckmann Verlag, München 1992, ISBN 3-7654-2566-4, BC 318, S. 101.
30. ↑  
Fleischerladen, 1905. In: Charlotte Berend-Corinth: Lovis Corinth: Die Gemälde. Neu bearbeitet von Béatrice Hernad. Bruckmann Verlag, München 1992, ISBN 3-7654-2566-4, BC 330, S. 103.
31. ↑  
Fleischerladen, 1913. In: Charlotte Berend-Corinth: Lovis Corinth: Die Gemälde. Neu bearbeitet von Béatrice Hernad. Bruckmann Verlag, München 1992, ISBN 3-7654-2566-4, BC 587, S. 143.
32. 1 2 3 4  
Friedrich Gross: Die Sinnlichkeit in der Malerei Corinths. In: Zdenek Felix (Hrsg.): Lovis Corinth 1858–1925. Publikation zur Ausstellung im Folkwang Museum Essen (10. November 1985 – 12. Januar 1986) und in der Kunsthalle der Hypno-Kulturstiftung München (24. Januar – 30. März 1986), DuMont Buchverlag, Köln 1985; S. 44–46. ISBN 3-7701-1803-0.
33. 1 2  
Lovis Corinth: „Künstlers Erdenwallen“ Gesammelte Schriften. Berlin: Fritz Gurlitt, 1920.
34. ↑  
Lovis Corinth: Legenden aus dem Künstlerleben 2. Auflage, Berlin: Bruno Cassirer, 1918.
35. 1 2  
Julius Meier-Graefe: Lovis Corinth. Ausstellungskatalog der Berliner Secession, Berlin 1918; zitiert nach Andrea Bärnreuther: Im Schlachthaus, 1893. In: Peter-Klaus Schuster, Christoph Vitali, Barbara Butts (Hrsg.): Lovis Corinth.  Prestel München 1996; S. 130–131. ISBN 3-7913-1645-1.
36. ↑  
Friedrich Gross: Die Sinnlichkeit in der Malerei Corinths. In: Zdenek Felix (Hrsg.): Lovis Corinth 1858–1925. Publikation zur Ausstellung im Folkwang Museum Essen (10. November 1985 – 12. Januar 1986) und in der Kunsthalle der Hypno-Kulturstiftung München (24. Januar – 30. März 1986), DuMont Buchverlag, Köln 1985; S. 46–48. ISBN 3-7701-1803-0.
37. ↑  
Schlachterladen in Schäftlarn im Online-Katalog der Kunsthalle Bremen.
38. ↑  
Gustav Pauli (1899–1914) auf der Website der Kunsthalle Bremen.
39. ↑  
Zdenek Felix (Hrsg.): Lovis Corinth 1858–1925. Publikation zur Ausstellung im Folkwang Museum Essen (10. November 1985 – 12. Januar 1986) und in der Kunsthalle der Hypno-Kulturstiftung München (24. Januar – 30. März 1986), DuMont Buchverlag, Köln 1985. ISBN 3-7701-1803-0.
40. ↑  
Silke Osman: Augenschmaus aus fünf Jahrhunderten. Preussische Allgemeine Zeitung, 28. März 2010.